# Estádio Lino Correia
Estádio Lino Correia – to stadion piłkarski w Bissau w Gwinei Bissau. Swoje mecze rozgrywają na nim drużyny piłkarskie Sport Bissau e Benfica, Estrela Negra de Bissau, Flamengo Futebol Clube, Mavegro Futebol Clube w Campeonato Nacional da Guiné-Bissau. Stadion może pomieścić 12 000 widzów.